# Xã Frankenlust, Michigan
Xã Frankenlust (tiếng Anh: Frankenlust Township) là một xã thuộc quận Bay, tiểu bang Michigan, Hoa Kỳ. Năm 2010, dân số của xã này là 3.562 người.